# Chesley Sullenberger
Chesley Burnett Sullenberger III (Denison, 23 de janeiro de 1951), mais conhecido como Sully, é um diplomata e ex-piloto de linha aérea norte-americano que ficou mundialmente conhecido por ter sido o comandante do voo 1549 da US Airways, que aterrissou no rio Hudson em 2009 após ambos motores serem atingidos por pássaros, garantindo a sobrevivência de todos a bordo. Desde fevereiro de 2022, ele atua como embaixador dos Estados Unidos na Organização da Aviação Civil Internacional (ICAO). Sullenberger é um ávido defensor da segurança da aviação e ajudou a desenvolver novos protocolos de segurança para as companhias aéreas. Entre 2009 e 2013, ele atuou como vice-chairman no programa Experimental Aircraft Association (EAA).
Sullenberger se aposentou da US Airways em 3 de março de 2010 após trinta anos atuando como piloto de linha aérea. Em maio do ano seguinte, ele foi contratado como especialista em aviação e segurança pela CBS News.
Sullenberger é coautor, junto com Jeffrey Zaslow, do best-seller Highest Duty: My Search for What Really Matters, publicado pela HarperCollins em 2009, que conta memórias de sua vida e dos eventos em torno do voo 1549. Seu segundo livro, Making a Difference: Stories of Vision and Courage, foi publicado em 2012. Ele ficou em segundo lugar entre os 100 heróis e ícones mais influentes pela revista Time em 2009, ficando apenas atrás de Michelle Obama.
Em 15 de junho de 2021, o presidente Joe Biden anunciou que nomearia Sullenberger como representante dos Estados Unidos na ICAO com o posto de embaixador. Ele foi aprovado por unanimidade no Senado em 2 de dezembro de 2021.

## Início de vida
Sullenberger nasceu em 23 de janeiro de 1951 na cidade de Denison, no Texas. Seu pai era um descendente de imigrantes suíço-alemães chamados Sollenberger. Ele tem uma irmã chamada Mary. De acordo com ela, Sullenberger costumava construir modelos de aviões e porta-aviões durante sua infância, afirmando que ele se interessou em voar depois de ver jatos militares decolando e pousando de uma Base Aérea próxima de sua casa.
Quando ele tinha 12 anos de idade, seu QI foi considerado alto o suficiente para que pudesse ingressar na Mensa International. Durante o ensino médio, ele atuou como presidente do clube latim, se destacou como flautista e foi eleito aluno honorário devido ao seu desempenho escolar. Ele também foi um membro ativo da Igreja Metodista Unida. Sullenberger se formou na Denison High School em 1969, e aos 16 anos aprendeu a voar em um Aeronca Champion 7DC a partir de uma pista de pouso particular perto de sua casa. Ele afirmou mais tarde que o treinamento que recebeu de seu instrutor de voo acabou influenciando sua carreira na aviação pelo resto de sua vida.
Sullenberger recebeu um bacharelado em psicologia e pesquisa básica pela Academia da Força Aérea dos Estados Unidos. Ele também obteve um mestrado em psicologia industrial pela Universidade Purdue em 1973 e um mestrado em administração pública (MPA) pela Universidade do Norte do Colorado em 1979.

## Serviço militar

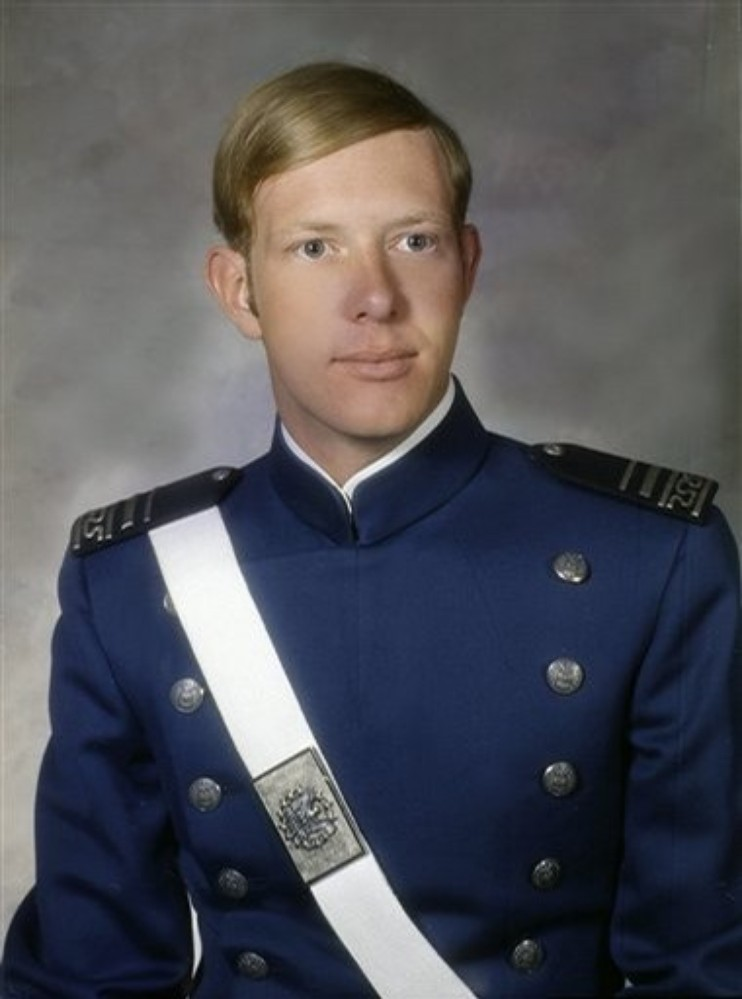
Chesley Burnett "Sully" Sullenberger III, foto da classe sênior, Academia da Força Aérea dos Estados Unidos, Classe de 1973.

Sullenberger foi nomeado para a Academia da Força Aérea dos Estados Unidos, ingressando nela em junho de 1969. Ele foi selecionado, junto com alguns outros calouros, para o programa de planadorismo e, no final daquele ano, foi habilitado para dar instrução de voo. No ano de sua formatura, em 1973, ele recebeu o prêmio Outstanding Cadet in Airmanship ao ser eleito o melhor Cadete Aviador da classe. Após sua graduação e seu comissionamento como oficial, a Força Aérea imediatamente encaminhou Sullenberger até a Universidade Purdue para que ele pudesse obter um mestrado antes de ingressar no Treinamento de Pilotos.
Após concluir sua pós-graduação em Purdue, ele foi então designado para participar dos treinamentos na Columbus AFB, em Mississippi, pilotando as aeronaves T-37 Tweet e T-38 Talon. Depois de receber o distintivo wings em 1975, ele completou o treinamento a bordo do F-4 Phantom II na Base Aérea de Luke, no Arizona. Mais tarde, Sullenberger foi transferido para o Esquadrão de Caça N.° 493 da 48ª Ala de Caça, sediado na Base Aérea de RAF Lakenheath, na Inglaterra, onde operou o F-4D Phantom II.
Após o seu serviço na RAF Lakenheath, Sullenberger foi transferido para o Esquadrão de Caça N.° 428 da 474ª Ala de Caça Tático, com sede na Base Aérea de Nellis, em Nevada, onde operou novamente o F-4D. Mais tarde, ele assumiu o posto de capitão (O-3), com vasta experiência de voo na Europa, no Pacífico e na Base Aérea de Nellis, além de ter servido como comandante durante exercícios de combate aéreo Red Flag. Durante seu período na Força Aérea, Sullenberger foi membro do conselho de investigação de acidentes aéreos.

## Carreira na Aviação Civil

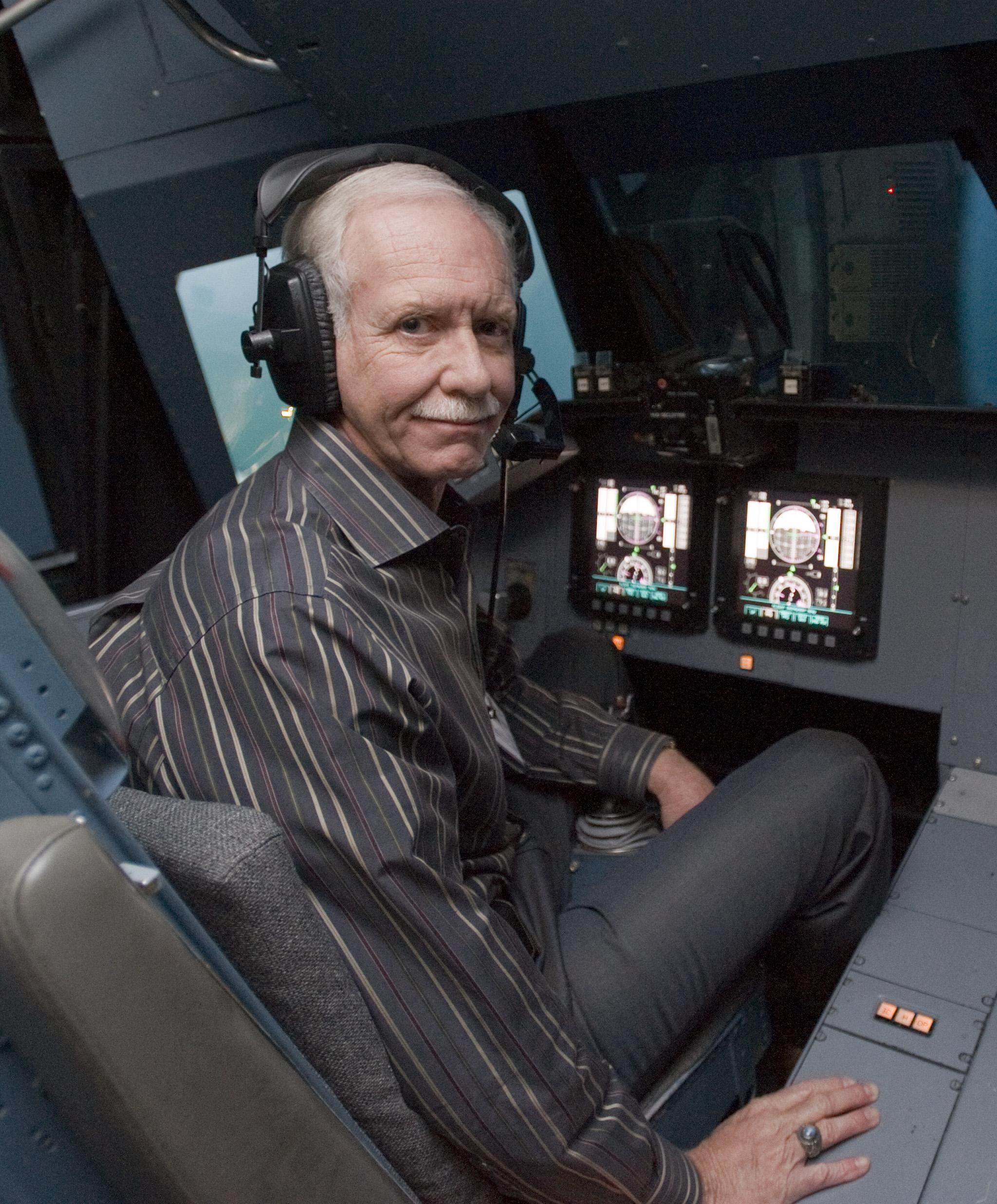
Sullenberger em um simulator da NASA no Centro de Pesquisa Ames, em dezembro de 2011.

Sullenberger foi funcionário da US Airways de 1980 a 2010. Possui licença de pilotagem para aviões monomotores e multimotores, licença de piloto comercial, licença de piloto de linha aérea, licença de piloto de planador e licença de instrutor de voo para aviões (monomotores, multimotores e instrumentos). No total, ele acumulou mais de 20,000 horas de voo. Em 2007, ele se tornou o fundador e CEO da Safety Reliability Methods, Inc., uma empresa que fornece orientação estratégica e tática para melhorar a segurança, desempenho e confiabilidade.
Ele também esteve envolvido em diversas investigações de acidentes aéreos conduzidas pela USAF e pelo Conselho Nacional de Segurança nos Transportes (NTSB), como no voo Pacific Southwest Airlines 1771 e no desastre da pista de Los Angeles. Ele também atuou como instrutor, diretor de segurança de voo do sindicato de pilotos dos EUA, investigador de acidentes e membro do comitê técnico nacional. Seu trabalho em prol da segurança para o sindicato levou ao desenvolvimento de Circulares Consultivas pela Administração Federal de Aviação, agência que regula todos os aspectos da aviação civil nos Estados Unidos. Sullenberger teve um papel fundamental no desenvolvimento e implementação do curso de Crew Resource Management (CRM) utilizado pela US Airways, e ministrou o curso para centenas de tripulantes de diversas companhias aéreas.
Ao trabalhar com cientistas da NASA, Sullenberger foi coautor de um artigo cuja pesquisa se concentrou nos fatores que induzem ao erro na aviação. Ele também estuda a psicologia por trás do comportamento de uma tripulação durante momentos de crise.

### Voo 1549

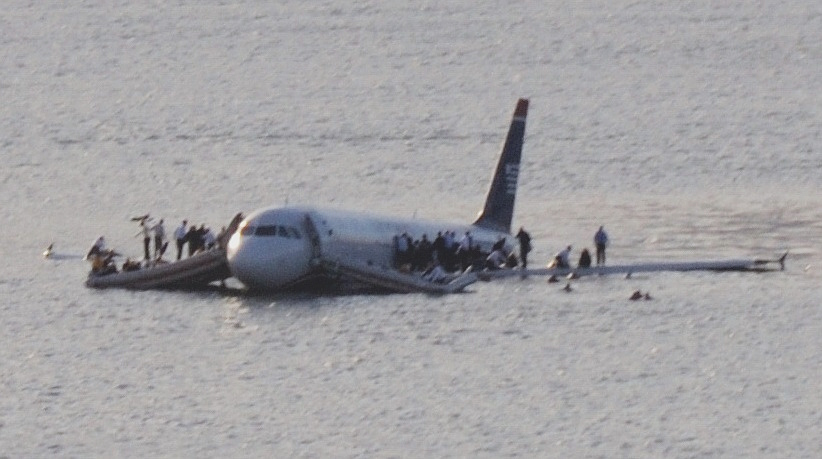
O voo US Airways 1549 flutuando no rio Hudson.

Em 15 de janeiro de 2009, Sullenberger era o comandante do voo 1549 da US Airways, que decolou do Aeroporto LaGuardia em Nova Iorque com destino ao Aeroporto Internacional de Charlotte-Douglas na Carolina do Norte. Logo após a decolagem, o Airbus A320 atingiu uma formação de gansos-canadenses e perdeu potência em ambos os motores. Após constatar rapidamente que a aeronave seria incapaz de retornar para LaGuardia ou para o Aeroporto de Teterboro, Sullenberger pilotou o Airbus em direção ao rio Hudson para um pouso de emergência na água. Todas as 155 pessoas a bordo sobreviveram e foram resgatadas por barcos próximos.
Sullenberger disse mais tarde: "Foi muito tranquilo enquanto trabalhávamos, meu copiloto Jeff Skiles e eu. Nós fomos uma equipe. Mas ter potência zero saindo desses motores foi chocante - o silêncio." Sullenberger foi o último a deixar a aeronave, depois de realizar duas verificações pela cabine a fim de garantir que todos os passageiros e tripulantes foram evacuados.
Sullenberger é descrito por amigos como "tímido e reticente", além de ser conhecido por sua postura calma durante um momento de crise; o então prefeito de Nova Iorque, Michael Bloomberg, o apelidou de "Captain Cool". No entanto, Sullenberger apresentou sintomas de transtorno de estresse pós-traumático nas semanas seguintes, incluindo insônia e analepse. Ele disse que os momentos que antecederam o abandono da aeronave foram "uma sensação horrível, uma sensação na boca do estômago, de estar despencando, a pior que já senti na minha vida".
O NTSB afirmou que Sullenberger tomou a decisão correta ao pousar no rio em vez de tentar retornar ao Aeroporto LaGuardia, já que os procedimentos padrões para perda de motor haviam sido projetados para altitudes de cruzeiro e não imediatamente após a decolagem. Simulações realizadas no Airbus Training Centre Europe em Toulouse mostraram que o voo 1549 poderia ter retornado para LaGuardia caso a manobra fosse iniciada imediatamente após a colisão com os pássaros. No entanto, tais cenários negligenciaram o tempo necessário para os pilotos entenderem e avaliarem a situação ao invés de simplesmente arriscarem a possibilidade de um acidente dentro de uma área densamente povoada.